# Stetzsch
Stetzsch ist ein Stadtteil der sächsischen Landeshauptstadt Dresden. Der Name leitet sich ab von altsorbisch staja (deutsch: Stall, Gehöft).

## Geografie
Stetzsch liegt am linken Elbufer und befindet sich sechs Kilometer nordwestlich des Stadtzentrums, der Altstadt. Nachbargemarkungen sind Obergohlis im Nordwesten, Mobschatz im Südwesten, Kemnitz im Süden und das bereits auf der anderen Elbseite gelegene Kaditz im Osten. Stetzsch ist eine Gemarkung, die in Gänze zum statistischen Stadtteil Briesnitz und damit zum Stadtbezirk Cotta gezählt wird. Innerhalb des statistischen Stadtteils bildet der Ortsteil den statistischen Bezirk 981 Stetzsch.

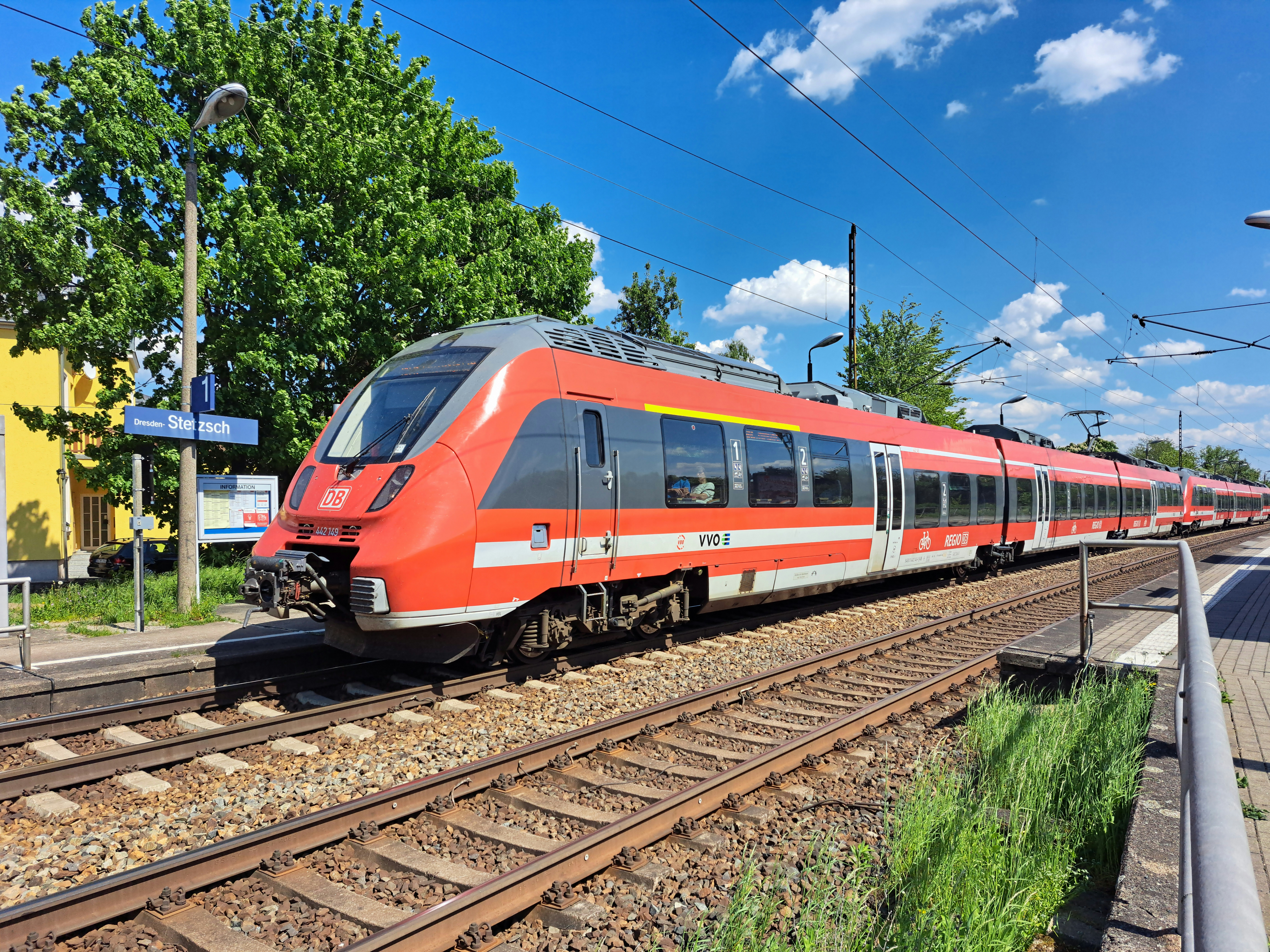
Haltepunkt Dresden-Stetzsch DBAG Class 442 nach Großenhain

Durch Stetzsch verlaufen die Bahnstrecke Berlin–Dresden und die Bundesstraße 6, welche auch durch die Buslinie 68 der Dresdner Verkehrsbetriebe befahren wird. Dem Stadtteil sind im Osten die hier zwischen 300 und 500 Meter breiten Elbwiesen vorgelagert. Nahe der Bahnlinie befindet sich das Dresdner Tierheim.
An der Südwestgrenze befindet sich in Form eines deutlichen Geländeanstiegs in Richtung Mobschatz der Rand des Dresdner Elbtalkessels. Der Ortskern von Stetzsch liegt auf einer Höhe von 103 m ü. NN und war damit bis zur 1997 erfolgten Eingemeindung Cossebaudes der tiefstgelegene Stadtteil Dresdens.
Der Stadtteil Stetzsch weist insgesamt eine recht lockere Bebauung auf, die sich größtenteils entlang der Meißner Landstraße und Flensburger Straße im Dreieck zwischen Bahnstrecke, Elbwiesen und der Flurgrenze nach Gohlis befindet. Neben kleineren, häufig einzeln stehenden Mehrfamilienhäusern ist er durch Kleingartenanlagen, Baumschulen und Gärtnereibetriebe geprägt.
Stetzsch befindet sich im fluviatil erodierten Tal der Elbe. Direkt am Flussufer haben sich zwei längliche stehende Gewässer erhalten, die seit 1985 als Naturdenkmal ND 16 – Elblachen bei Stetzsch unter Schutz stehen. Sie gelten als ein besonderes Rückzugsgebiet der Elbuferflora und -fauna.

## Geschichte

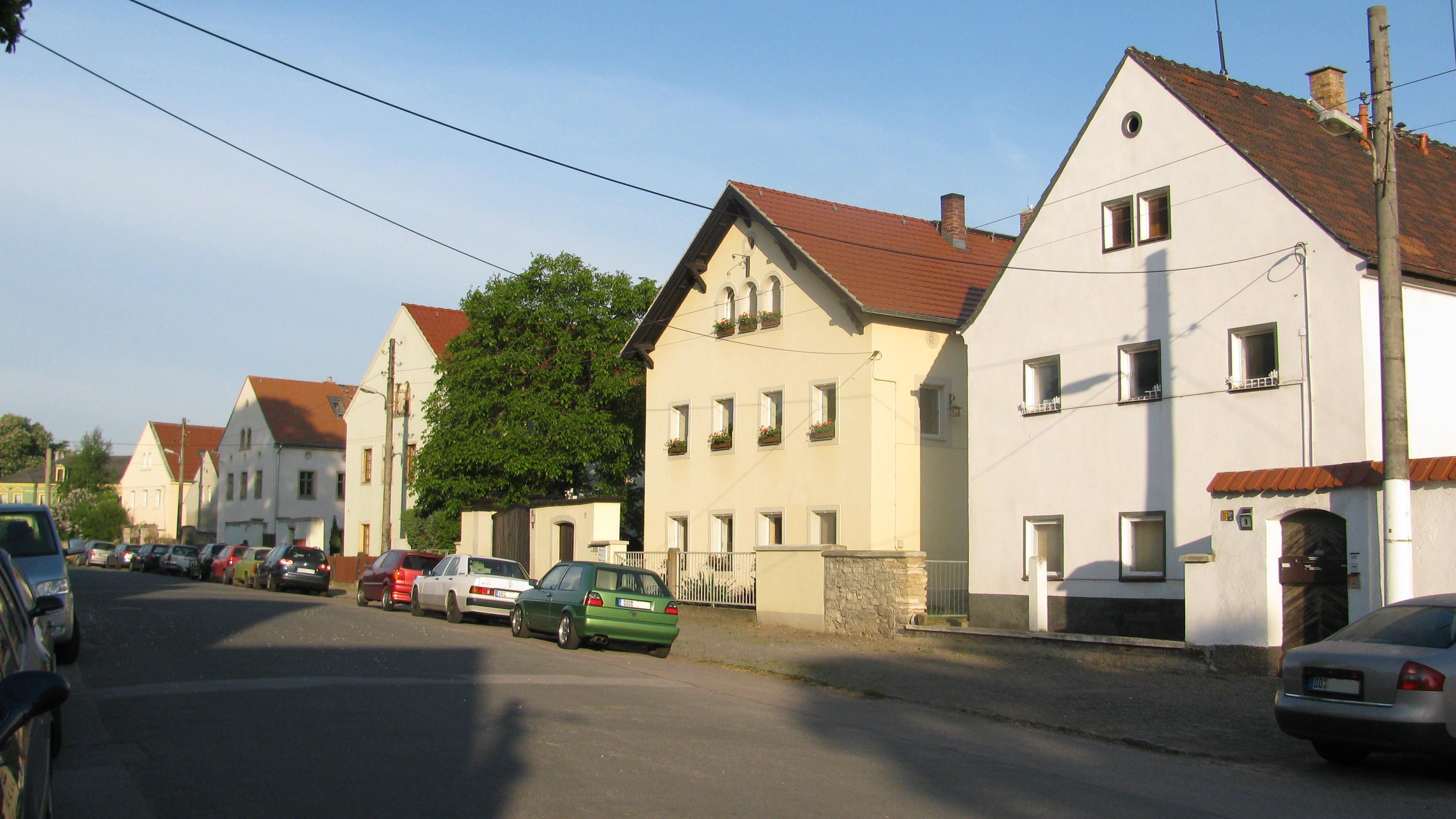
Kulturdenkmale im Dorfkern „Altstetzsch“

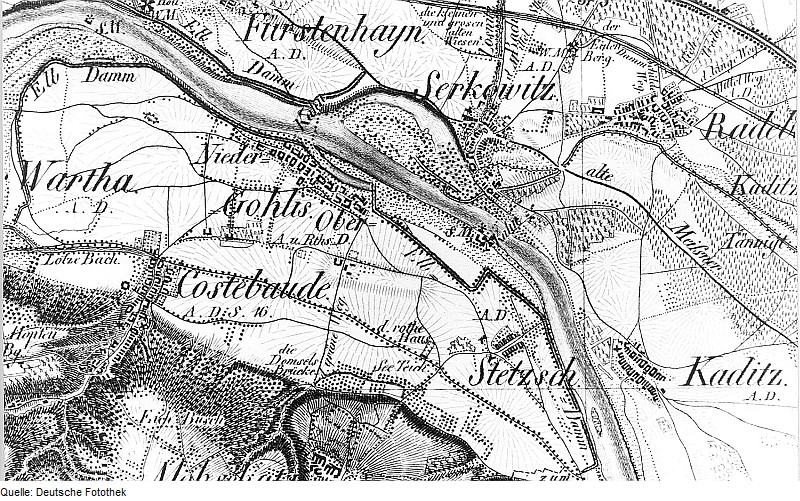
Dorf Stetzsch und seine Nachbarorte auf einer Karte aus dem 19. Jahrhundert

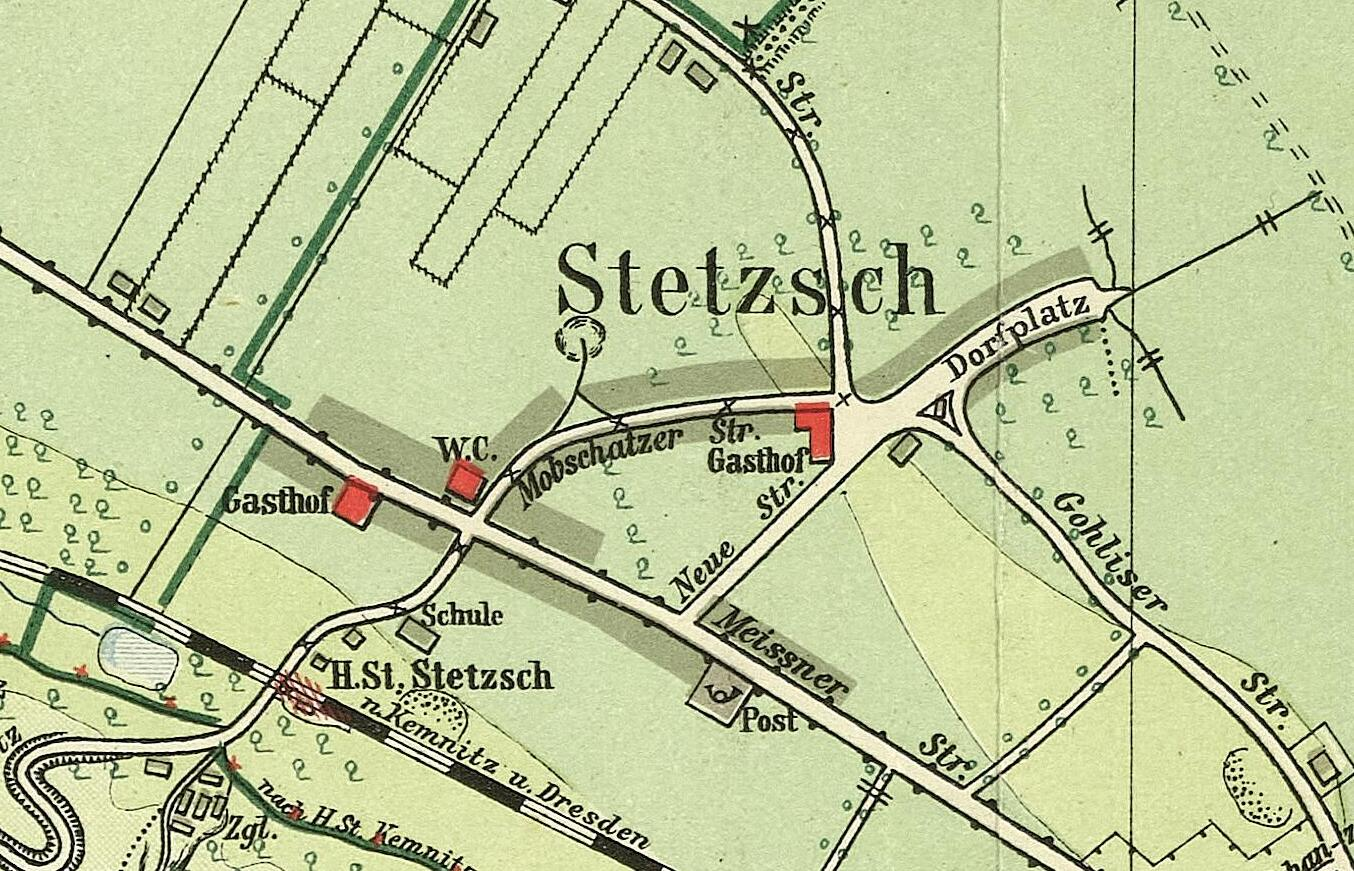
Stetzsch auf einer Karte von 1896

Die erste nachgewiesene Besiedlung des Stetzscher Gebiets wird der Billendorfer Kultur zugerechnet, einem Abschnitt der frühen Eisenzeit zwischen 800 und 400 v. Chr. Sie wurde um 1900 nachgewiesen, als man an der heute danach benannten Straße Am Urnenfeld einen großen Urnenhain mit vorslawischen Grabbeigaben entdeckte. Die später im Elbtal siedelnden Slawen gründeten das 1266 erstmals als Steiz erwähnte Platzgassendorf Stetzsch, das sich in seinem Zustand aus dem 19. Jahrhundert im Wesentlichen bis heute erhielt und den Straßennamen Altstetzsch trägt.
Bis 1559 unterstand das Bauerndorf den Bischöfen von Meißen und gerichtlich zählte es zu Briesnitz. Nach der Reformation wurde es nacheinander durch die kursächsischen Ämter Stolpen, Dresden, Meißen und ab 1843 wieder Dresden (ab 1875 Amtshauptmannschaft Dresden) verwaltet. Am 1. April 1921 wurde Stetzsch gemeinsam mit Briesnitz, Kemnitz und Leutewitz nach Dresden eingemeindet.
In Stetzsch dominierte bis ins 19. Jahrhundert hinein die Landwirtschaft. Zwischen 1568 und 1828 hatten die ansässigen Bauern dem Ostravorwerk Frondienste zu leisten. Ab 1667 gehörte die Stetzscher Flur für etwa ein Jahrhundert zum Jagdgebiet des jeweiligen sächsischen Kurprinzen, das sich zwischen Cossebaude und dem Zschonergrund erstreckte. Der 1875 erfolgte Eisenbahnanschluss führte zu einem starken Bevölkerungsanstieg. Obwohl Stetzsch von hohen Flutschutzdämmen umgeben ist, wurde der Ort mehrfach durch die Elbe überschwemmt, zuletzt beim Jahrhunderthochwasser im August 2002.

### Einwohnerentwicklung
| Jahr   | Einwohner                    |
| ------ | ---------------------------- |
| 1559 ¹ | 17 besessene Mann, 3 Häusler |
| 1764 ¹ | 16 besessene Mann, 3 Häusler |
| 1834 ¹ | 155                          |
| 1871 ¹ | 206                          |
| 1890 ¹ | 1049                         |
| 1910 ¹ | 2469                         |